# Зарубинки
Зарубинки — деревня в Смоленском районе Смоленской области России. Входит в состав Волоковского сельского поселения. Население — 23 жителя (2007 год). 
Расположена в западной части области в 36 км к северо-западу от Смоленска, в 10 км севернее автодороги А141 Орёл — Витебск. В 8 км южнее деревни расположена железнодорожная станция Поселковая на линии Смоленск — Витебск.

## Интересные факты
В беседе с молодыми политиками и общественниками в 2015 г. предстоятель РПЦ Патриарх Кирилл сказал:
«У меня в бедной Смоленской епархии есть самый бедный приход в селе Зарубинки. Там священник жить не может, потому что денег нет. Если спросите, кем вы хотите стать - настоятелем в Зарубинках или президентом РФ, я ни одной минуты не задумаюсь и скажу: настоятелем в Зарубинках».

## История
В годы Великой Отечественной войны деревня была оккупирована гитлеровскими войсками в июле 1941 года, освобождена в сентябре 1943 года.

## Достопримечательности
- Церковь Михаила Архангела. Построена в 1905-1913 гг.

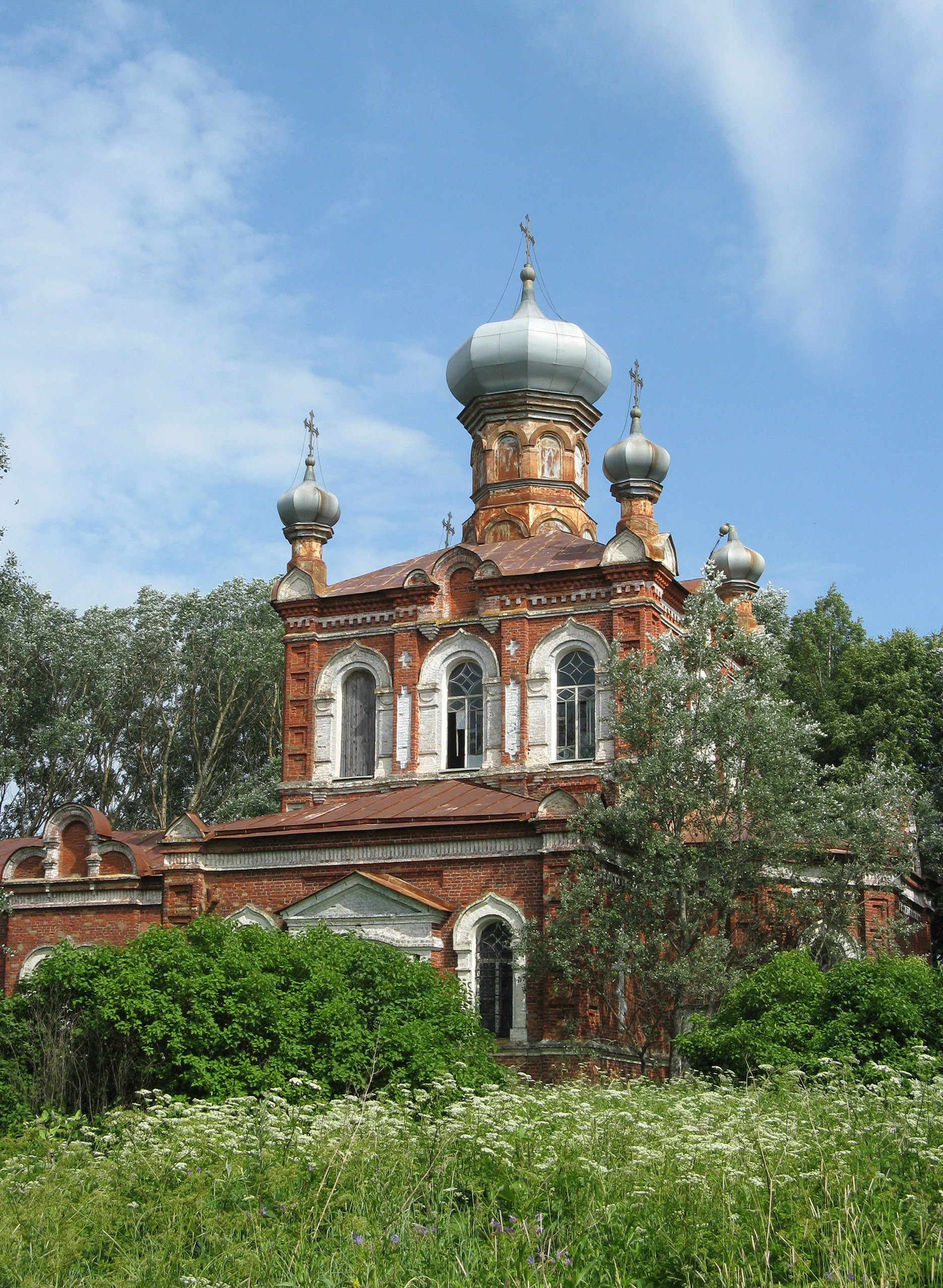
Церковь Михаила Архангела (Зарубинки)